# Vale de informática
El vale de informática es un beneficio social corporativo entregado por la empresa al trabajador, como parte de sus políticas sociales, que permite al trabajador adquirir un equipo informático, contratar servicios de telecomunicaciones o formarse en el uso de las nuevas tecnologías ya sea para uso laboral o personal. 
El principal objetivo de esta ayuda es facilitar al empleado el acceso a las tecnologías de la información y la comunicación (TIC), contribuyendo a mejorar sus aptitudes, así como su motivación y productividad. Además favorece el desarrollo del teletrabajo mejorando la conciliación de la vida laboral y familiar.
Esta ayuda se implantó en España en el año 2004.

## Funcionamiento
El vale de informática es canjeable a través de una red de establecimientos afiliados al sistema  o una página web que ofrece productos y servicios informáticos o de comunicación. 

## Regulación en España
En España, el vale de informática disfrutaba de exenciones fiscales reguladas en el Artículo 36 de la Ley 43/1995 del Impuesto sobre Sociedades que contempla una deducción por gastos de formación profesional del 5% o del 10%.
La Ley 6/2000, de 13 de diciembre, también reconocía deducciones fiscales para los vales de informática ya que consideraba gastos deducibles aquellos efectuados por la empresa con la finalidad de habituar a los empleados en la utilización de nuevas tecnologías. Según la ley, a efectos fiscales estos, tenían la consideración de gastos de formación de personal y no se consideraba un rendimiento del trabajo para el empleado.
En el 2015 vencieron las exenciones fiscales del vale de informática debido a que formaba parte de una medida temporal (del 2007-2014) cuyo objetivo era “habituar a los empleados en la utilización de las nuevas tecnologías de la comunicación y de la información”